# ハード・アライブ
『ハード・アライブ』（原題：PHASE IV）は、アメリカ合衆国の映画作品。

## キャスト
| 役名         | 俳優                   | 日本語吹替 |
| ------------ | ---------------------- | ---------- |
| サイモン     | ディーン・ケイン       | 置鮎龍太郎 |
| スティーブン | ブライアン・ボズワース | 田中正彦   |
| ダイアナ     | ミミ・カジク           | 藤生聖子   |
| カーラ       | ヘザー・マシーソン     | 本田貴子   |
|              | リチャード・ドーナット |            |
|              | ナイジェル・ベネット   |            |

- その他の声の吹き替え：小形満／石井隆夫／仲野裕／北川勝博／桐本琢也／遠藤純一／滝知史／堀尾雅彦／望月健一／斉藤瑞樹／沢谷有梨／杉原美和